# Philips
Koninklijke Philips N.V. ali samo Philips je nizozemska korporacija s sedežem v Amsterdamu. Podjetje je ustanovil Gerard Philips in njegov oče Frederik v Eindhovnu leta 1891, kasneje se jima je pridružil še mlajši brat Anton Philips. Podjetje je razdeljeno v tri glavne divizije Philips Consumer Lifestyle (zabavna elektronika), Philips Healthcare (zdravstvo) in Philips Lighting (osvetljava). Slednji oddelek je bil leta 2012 največji proizvajalec osvetljave na svetu po prihodkih.
Philips ima več kot 120 tisoč zaposlenih v 60 državah po svetu. 
Leta 1972 je Philips predstavil prvi kasetni videorekorder. Leta 1982 je Philips skupaj s Sonyem razvil kompaktni disk (CD). 

## Galerija
- Sedež podjetja v Amsterdamu
- Philipsov sedež v Surenes, Francija
- Philips radio iz leta 1931